# Dennis J. Roberts

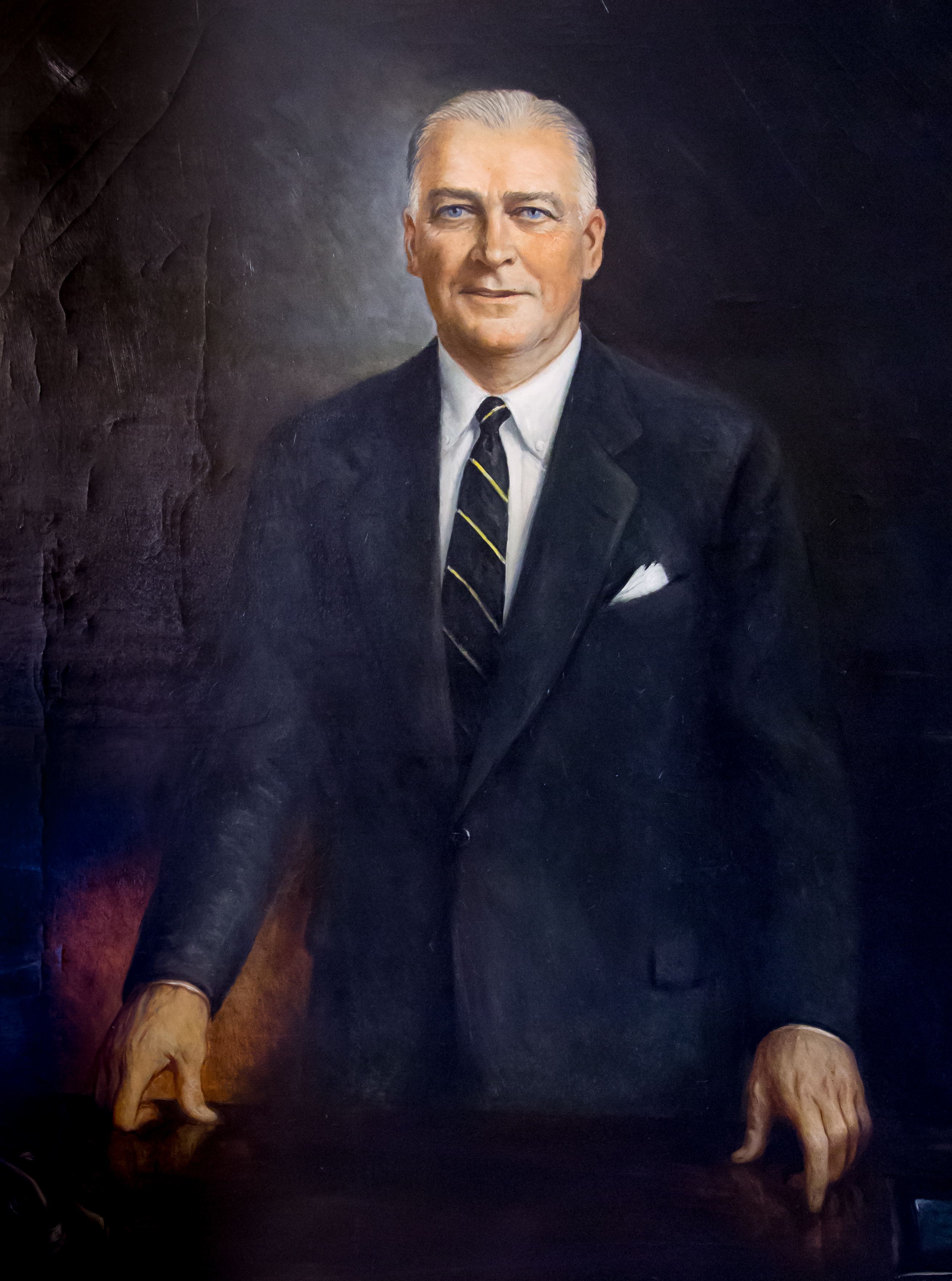
Dennis J. Roberts

Dennis Joseph Roberts (* 8. April 1903 in Providence, Rhode Island; † 30. Juni 1994 ebenda) war ein US-amerikanischer Politiker und von 1951 bis 1959 Gouverneur des Bundesstaates Rhode Island.

## Frühe Jahre und politischer Aufstieg
Dennis Roberts besuchte die Fordham University und studierte anschließend bis 1930 an der Boston University Jura. Nach seiner Zulassung als Rechtsanwalt begann er in Providence in seinem neuen Beruf zu arbeiten. Politisch war Roberts Mitglied der Demokratischen Partei. Zwischen 1935 und 1939 gehörte er dem Senat von Rhode Island an. Im Jahr 1938 war er außerdem Vorsitzender der Demokraten in Rhode Island. In den Jahren 1936, 1940, 1948 und 1960 nahm er als Delegierter an den jeweiligen Democratic National Conventions teil. Zwischen 1941 und 1951 war er Bürgermeister seiner Heimatstadt Providence. Seine Amtszeit wurde durch den Zweiten Weltkrieg unterbrochen, an dem er als Soldat der US Navy teilnahm.

## Gouverneur von Rhode Island
Im Jahr 1950 wurde Roberts zum neuen Gouverneur seines Staates gewählt. Nachdem er dreimal bestätigt wurde, konnte er zwischen dem 2. Januar 1951 und dem 6. Januar 1959 als Gouverneur amtieren. In seiner Amtszeit wurden einige Ministerien neu strukturiert bzw. neu geschaffen. Mit dem Department of Administration entstand eine neue Behörde, die unter anderem den Haushalt kontrollierte. Der ebenfalls neu geschaffene Development Council sollte die wirtschaftliche Entwicklung des Staates fördern. Roberts’ Wiederwahl im Jahr 1956 war sehr knapp und wurde erst vom Obersten Gerichtshof des Staates zu seinen Gunsten entschieden. Dabei ging es um die Gültigkeit von Briefwählerstimmen. Zwei Jahre später unterlag Roberts dann dem Republikaner Christopher Del Sesto, der auch schon 1956 sein Gegenkandidat gewesen war.

## Weiterer Lebenslauf
Im Jahr 1960 bewarb sich Roberts erfolglos um einen Sitz im US-Senat. Später war er Mitglied einer Kommission zur Überarbeitung der Staatsverfassung. Dabei erregte er Aufsehen, als er ein Einkammersystem für Rhode Island vorschlug. Dennis Roberts starb im Juni 1994.